# الجبوب (السدة)

تعديل مصدري - تعديل

الجبوب محلة تابعة لقرية جبل مسعود، التابعة لعزلة العرافة بمديرية السدة إحدى مديريات محافظة إب في الجمهورية اليمنية.، بلغ تعداد سكانها 29 حسب تعداد اليمن لعام 2004.